# BT Group
BT Group (British Telecom) — британская телекоммуникационная компания.

## История
В 1660 году была создана почтовая (позже телекоммуникационная) государственная компания GPO (General Post Office — Главное почтовое управление). В 1869 году была объявлена монополия GPO на телеграфию. В 1879 году в Великобритании появилась первая телефонная компания, Telephone Company Ltd., но с 1880 года правительство страны обязало все частные телефонные компании приобретать лицензию у Почтового управления; в 1896 году Почтовое управление начало развивать свою телефонную сеть на основе поглощённой National Telephone Company. В 1912 году была объявлена монополия GPO на телефонию, все частные компании были национализированы, самостоятельность сохранила только муниципальная телефонная компания города Кингстон-апон-Халл.
В 1969 году статус почтовой службы был изменён с департамента правительства в государственную корпорацию. В 1976 году телефонная сеть Великобритании стала полностью автоматической, к этому времени она насчитывала 20 млн абонентов. В 1981 году телефонная связь была отделена от почтовой службы в British Telecommunications Corporation (сокращённо British Telecom); она оставалась государственной, но была лишена монополии, в том же году появился первый конкурент, Mercury Telecommunications. В ноябре 1984 года British Telecom была приватизирована, правительство сохранило за собой 48,5 % акций. Акции котировались в Лондоне, Нью-Йорке и Торонто, первый день торгов состоялся 3 декабря 1984 года. Правительство продало половину оставшейся доли в декабре 1991 года, другую половину — в июле 1993 года. В июле 1997 года новое лейбористское правительство Тони Блэра воспользовалось своей золотой акцией, что фактически дало ей право блокировать поглощение компании и назначать двух неисполнительных директоров.
2 апреля 1991 года компания поменяла своё название на «BT». В 1990-х годах доля компании на рынке Великобритании начала сокращаться, с 99 % в 1991 году до 93 % в 1995 году, конкуренцию составляли в основном компании из США; в 1997 году компания теряла по 60 тыс. абонентов в месяц. Для сохранения конкурентоспособности BT пришлось вкладывать значительные средства в модернизацию сети и осваивание новых услуг, а также радикально сократить число сотрудников (с 239 тыс. в 1990 году до 137,5 тыс. в 1995 году). В 1996 году генеральным директором и председателем исполнительного комитета компании стал Питер Бонфилд.
В 1990-х годах BT вышла на рынок телекоммуникаций Ирландии через совместное предприятие с ирландским государственным поставщиком электроэнергии Electricity Supply Board. Это предприятие, получившее название Ocean, достигло своего главного успеха благодаря запуску в Ирландии первого интернет-провайдера с коммутируемым доступом без подписки — oceanfree.net. Как телекоммуникационная компания она добилась гораздо меньшего успеха, в основном ориентируясь на корпоративных клиентов. В 1999 году BT стала единоличным владельцем этой компании.

### Попытки глобального сотрудничества
В июне 1994 года BT и американская компания MCI Communications начали создание глобальной телефонной сети Concert Communications Services. Этот альянс получил дальнейшее развитие 3 ноября 1996 года, когда две компании объявили о своем согласии на слияние. Однако 1 октября 1997 года Worldcom сделала конкурентную заявку на покупку MCI, которая была принята. BT продала свою долю в MCI компании Worldcom в 1998 году за 4,159 млн ф. ст., в рамках сделки BT также выкупила у MCI свою 24,9 % долю в Concert Communications, тем самым сделав Concert полностью своей дочерней компанией. Реакция на провал сделки в лондонском Сити была критичной по отношению к тогдашнему председателю Иэну Валлансу и генеральному директору Питеру Бонфилду, отсутствие уверенности в неудачном слиянии привело к их замене.
Поскольку BT теперь владела Concert и все ещё хотела получить доступ к североамериканскому рынку, ей требовался новый партнер. В это же время AT&T создавала альтернативную международную сеть, и в июле 1998 года было принято решение об их объединении. На пике популярности сеть Concert была обширной. Хотя Concert продолжал подписывать контракты с клиентами, темпы роста выручки компании замедлились.
В конце 2000 года между BT и AT&T начались разногласия — отчасти из-за чрезмерного долга каждого из партнёров и, как следствие, перестановок в советах директоров — отчасти из-за значительных ежегодных убытков Concert. AT&T признала, что Concert представляет угрозу для её развития, и в 2001 году Concert был разделен на две части: Северная Америка и Восточная Азия достались AT&T, остальной мир и 400 млн дол. — BT. Оставшиеся активы проекта были объединены в её BT Ignite, позже группу BT Global Services.
В 2001 году долг BT составлял 34 млрд фунтов, в этом году компании впервые с приватизации показала убыток. Были проданы большинство зарубежных приобретений, а также отделён в самостоятельную компанию мобильный оператор Cellnet, которого BT создала в 1990 году; он был переименован в O2 и в 2006 году поглощён испанской Telefónica.
В 2013 году компания запустила группу спортивных каналов BT Sport. В этом же году BT приобрела лицензию на развитие мобильной связи 4-го поколения (4G), мобильный оператор BT Mobile начал работу в 2015 году. В начале 2016 года была окончательно согласована покупка мобильного оператора EE Limited, который был создан в 2009 году слиянием британских дочерних компаний немецкой Deutsche Telekom и французской France Télécom. В результате объединения BT Mobile и EE получился второй крупнейший оператор мобильной связи Великобритании с 21,7 млн абонентов.

## Деятельность
Основные подразделения по состоянию на 2022/23 финансовый год:
- Consumer — услуги стационарной и мобильной связи розничным клиентам в Великобритании;
- Business — услуги связи корпоративным клиентам в Великобритании и других странах;
- Openreach — продажа права использовать телекоммуникационную инфраструктуру BT Group другим операторам рынка связи.

В списке крупнейших публичных компаний мира Forbes Global 2000за 2023 год заняла 405-е место.

### Услуги
- Проводная телефонная связь
- Сотовая связь
- Широкополосный Интернет
- Мобильный Интернет
- IPTV (BT TV) (ретранслирует телеканалы других телекомпаний и имеет собственные телеканалы — BT Sport Pack)
- множество дополнительных услуг для предприятий и частных лиц, например, голосовая почта, конференц-связь, веб-конференция.